# 田沼意次
田沼 意次（たぬま おきつぐ）は、江戸時代中期の旗本、大名、江戸幕府老中。遠江相良藩の初代藩主（相良藩田沼家初代）。第9代将軍徳川家重と第10代家治の治世下で側用人と老中を兼任して幕政を主導した。この意次の執政期は「田沼時代」と呼ばれる。

## 生涯

### 出生
享保4年7月27日（1719年9月11日）、紀州藩士から旗本になった田沼意行の長男として江戸の本郷弓町の屋敷で生まれる。幼名は龍助。意行は紀州藩の足軽だったが、部屋住み時代の徳川吉宗の側近に登用され、吉宗が第8代将軍となると幕臣となり小身旗本となった。吉宗は将軍就任にあたって紀州系の家臣を多数引きつれて幕臣とし、特に勘定方と将軍および子供たちの側近に配置して幕政を掌握したが、意次は紀州系幕臣の第2世代に相当し、第9代将軍となる徳川家重の西丸小姓として抜擢され、享保20年（1735年）に父の遺跡600石を継いだ。
意次の死後広まった小説『相良海老』においては、意行は息子を授かるために七面大明神に帰依し、その功徳によって一子・意次が生まれた。意行は七面大明神に深く帰依し、意次にもその信仰を継続するよう求め、没する直前に田沼家の定紋を七曜星に、替紋を「丸に一字」に変更したとされている。

### 相良藩主時代
元文2年（1737年）、従五位下・主殿頭になり、延享2年（1745年）には家重の将軍就任に伴って本丸に仕える。寛延元年（1748年）に1,400石を加増され、宝暦5年（1755年）にはさらに3,000石を加増され、その後家重によって宝暦8年（1758年）に起きた美濃国郡上藩の百姓一揆（郡上一揆）に関する裁判にあたらせるために、御側御用取次から1万石の大名に取り立てられた。
宝暦11年（1761年）、家重が死去した後も、その子の第10代将軍徳川家治の信任が厚く、破竹の勢いで昇進し、明和4年（1767年）には御側御用取次から板倉勝清の後任として側用人へと出世し、5,000石の加増を受けた。さらに従四位下に進み2万石の相良城主となって、明和6年（1769年）には侍従にあがり老中格になる。安永元年（1772年）、相良藩5万7,000石の大名に取り立てられ、老中を兼任し、前後10回の加増でわずか600石の旗本から5万7,000石の大名にまで昇進し、側用人から老中になった初めての人物となった。順次加増されたため、この5万7,000石の内訳は遠江国相良だけでなく駿河国、下総国、相模国、三河国、和泉国、河内国の7か国14郡にわたり、東海道から畿内にまたがる分散知行となった。

### 田沼時代
この頃より、老中首座である松平武元など意次を中心とした幕府の閣僚は、数々の幕政改革を手がけ、田沼時代と呼ばれる権勢を握る。
吉宗時代の質素倹約は、幕府の財政支出の減少のみならず、課税対象である農民にも倹約を強制し、それによって幕府財政は大幅な改善を見たが、この増税路線は家重の代には百姓一揆の増発となって現れ、破綻した。そして、幕府領における一揆ではないものの、意次は郡上一揆の裁定を任されたことから、農民に対する増税路線の問題を目の当たりにする立場であった。
宝暦期に起こった郡上一揆などの民衆の反発の激化と天災地災の多発から、幕府幕閣は米以外の税収入を推し進める。内容は発達し始めた農村の商業（醤油・味噌・酒などなど）に対する課税の強化、株仲間の推奨、銅座などの専売制の実施、鉱山の開発、蝦夷地の開発計画、俵物などの専売、下総国印旛沼や手賀沼の干拓に着手するなど、田沼時代の財政政策は元禄時代のような貨幣改鋳に頼らない、さまざまな商品生産や流通に広く薄く課税し、金融からも利益を引き出すなどといった大胆な財政政策を試みた。
しかし、田沼時代の政策は幕府の利益や都合を優先させる政策であり、諸大名や庶民の反発を浴びた。また、幕府役人の間で賄賂や縁故による人事が横行するなど、武士本来の士風を退廃させたとする批判が起こった。都市部で町人の文化が発展する一方、益の薄い農業で困窮した農民が田畑を放棄し都市部へ流れ込んだために農村の荒廃が生じ、知行で生活する武士層にも悪影響が見られた。大規模な開発策や大胆な金融政策など、開明的で革新的な経済政策と呼ばれる意次の政策は、いわば大山師的な政策だった。この時代、利益追求の場を求め民間から様々な献策が盛んに行われ、民間の利益追求と幕府の御益追求政治とが結びつき、かなり大胆な発想と構想の政策が立案・執行された。だが、その収入増加策の立案、運用は実のところ場当たり的なものも多く、利益よりも弊害の方が目立つようになって撤回に追い込まれるケースも多発していた。そして幕府に運上金、冥加金の上納を餌に自らの利益をもくろんで献策を行う町人が増え、結果的に幕府も庶民も得にならなかった政策を採用することもあった。そのような町人の献策を幕府内での出世を目当てに採用していく幕府役人が現れ、町人と幕府役人との癒着も目立つようになった。同時に田沼時代の代名詞である賄賂の横行や幕府と諸藩との利益の衝突、負担を押し付けられた民衆との間に深刻な矛盾も生じさせた。このような風潮は「山師、運上」という言葉で語られた。しだいに利益追求型で場当たり的な面が多く、腐敗も目立つ田沼意次の政策に対する批判が強まっていく。天明4年（1784年）3月24日、意次の世子のまま若年寄を勤めていた田沼意知が江戸城内で佐野政言に斬られて重傷を負い、4月2日に死去する事件が発生し、これを契機として権勢が衰え始める。
天明6年（1786年）8月25日、将軍・家治が死去した。死の直前から「家治の勘気を被った」としてその周辺から遠ざけられていた意次は、将軍の死が秘せられていた間（高貴な人の死は一定期間秘せられるのが通例）に失脚するが、この動きには反田沼派や一橋家（徳川治済）の策謀があったともされる。意次は8月27日に老中を辞任させられ、雁間詰に降格した。閏10月5日には家治時代の加増分の2万石を没収され、さらに大坂にある蔵屋敷の財産の没収と江戸屋敷の明け渡しも命じられた。
その後、意次は蟄居を命じられ、2度目の減封を受ける。相良城は打ち壊され、城内に備蓄されていた8万両のうちの1万3千両と塩・味噌を備蓄用との名目で没収された。長男の意知はすでに暗殺され、他の3人の子供は全て養子に出されていたため、孫の龍助が陸奥下村1万石に減転封のうえで、辛うじて大名としての家督を継ぐことを許された。同じく軽輩から側用人として権力をのぼりつめた柳沢吉保や間部詮房が、辞任のみで処罰はなく、家禄も維持し続けたことに比べると、最も苛烈な末路となった。
その2年後にあたる天明8年7月24日（1788年8月25日）、意次は江戸で死去した。享年70。

## 相良藩の藩政
田沼意次は御側御用取次であった宝暦8年（1758年）に、第9代将軍・徳川家重から呉服橋御門内に屋敷を与えられるとともに、相良1万石の大名となった。この時の相良は郡上一揆で改易となった本多忠央が前領主であったが、城はなく陣屋のみあった。明和4年（1767年）には第10代将軍家治より神田橋御門内に屋敷を与えられ（この時から「神田橋様」と呼ばれることとなった）、さらに築城を許可されて城主格となった。翌年から相良城の建設を始め、完成までに11年間の月日を要した。意次は普請工事を家老の井上伊織に全て委ね、安永9年（1780年）の完成に合わせて62歳になった意次は検分の名目でお国入りを果たした。特に天守を築くことを許されており、縄張りを北条流軍学者の須藤治郎兵衛に任せ、三重櫓の天守閣を築いた。出世を重ねた意次の所領は、最終的に5万7千石にまで加増された。
意次は江戸定府で幕政の執務に勤めていたため、国元の藩政については町方と村方の統治を明確化し、城代・国家老などの藩政担当家臣を国元に配置した。上記の築城の他、城下町の改造、後に田沼街道（相良街道）と呼ばれる東海道藤枝宿から相良に至る分岐路の街道整備、相良港の整備、助成金を出して瓦焼きを奨励して火事対策とするなどのインフラに力を注いだ。意次は郡上一揆の調査と裁定を行った経歴から、年貢増徴政策だけでは経済が行き詰まることを知っていたので、家訓で年貢増徴を戒めており、領内の年貢が軽いことから百姓が喜んだ逸話が残された。殖産興業政策にも取り組み、農業では養蚕や櫨栽培の奨励、製塩業の助成、食糧の備蓄制度も整備して藩政を安定させた。

## 財政赤字が続き倹約増税に走る田沼時代
田沼意次の財政政策は、世間の通説では積極財政だと言われるが、実際の政策は享保の改革の緊縮路線を引き継ぎ、緊縮増税を行っていた。
財政赤字が頻発したため、田沼時代はひたすらに幕益を追求していった時代だった。天明7年（1787年）に老中となった松平定信に提出された植崎九八郎上書の中で、田沼時代の諸役人は次のように批判されている。
諸役人は、幕府の支出を一銭でも減らすことを第一の勤めとして互いに競い合い、幕府の利益だととなえて、重い租税を取り立てることを将軍への奉公と考え、おのおのの持ち場で、一方で費用を切りつめて支出を減らし、他方で租税の取り立てを厳しくし、その手柄により転任し出世していった。
このような幕益優先の緊縮増税が田沼時代に行われた理由は、当時相次いだ天災・飢饉によって引き起こされた幕府財政の悪化だった。

浅間山の天明大噴火

田沼時代は最初期から天災や飢餓が続出し、宝暦・明和期は大旱魃や洪水など天災が多発し、江戸では明和の大火にて死者は14,700人、行方不明者は4,000人を超えた。その後も天災地変は続き、天災・疫病、三原山・桜島・浅間山の大噴火、そして天明の大飢饉が起こった。そのため全国で一揆や打ちこわしが各地で激発した。通算で数えると、田沼時代の宝暦から天明期の38年の間に発生した一揆の数は600件近くあり、都市騒擾も150件以上にのぼる。
明和9年（1772年）、変事が続いたため年号を安永に変更し、安寧を願った。当時の落首でも「明和九（＝迷惑）も昨日を限り今日よりは 壽命久しき安永の年」と書かれている。明和年間の1764年から1772年の8年の期間は、うち6年が米・金ともに赤字を記録し、赤字のない年は明和8年（1771年）以外ないという、赤字が多い時期であった。その明和8年は、不作を理由に7年間の倹約令と経費削減、拝借金の制限を命じた年だった。さらには禁裏財政にまでメスを入れ、支出削減に力をいれた。そのかいあって、安永年間は明和年間にくらべて小康状態に落ち着いた。安永元年（1772年）から6年（1777年）までは、米収支こそ毎年赤字だったが、金収支はなんとか黒字を維持し続けた。しかし、次の天明年間に天明の大飢饉がおこり、膨大な赤字が連続することとなる。最終的な幕府備蓄の推移を見てみると、明和の時期の幕府の備蓄金は300万両あったが、田沼時代の終わりには81万両までに急減するという結果に終わった。
田沼時代とは、家重の代までに貯えた備蓄を食いつぶして、天災地災が多発する危機を乗り切った時代だったといえる。田沼時代の各種政策は、それらの幕府財政状況を踏まえて考えることが重要である。

## 政策

### 諸経費削減
田沼は吉宗時代に倣った経費削減を行った。大奥を縮小し、将軍の私生活を賄う御納戸金の額を寛延3年（1750年）に2万4,600両だったものから明和8年（1771年）には1万5,000両に削減した。延享3年（1746年）に幕府諸役所経費の2年間節減を命じ、宝暦5年（1755年）に役所別定額予算制度を採用、宝暦14年（1764年）には役所で使う筆墨、灯油などの現物支給を停止し、役所経費での購入に変更するなど、経費削減に取り組んだ。

### 御手伝普請
さらに宝暦12年（1757年）、田沼は吉宗時代に停止されていた国役普請を再開した。幕府普請よりも国役普請の方が、私領での公儀普請時の領主負担分の立替金をきちんと徴収すれば、幕府負担は工事費の10分の1の負担で済んだからである。国持大名や20万石以上の大名にも御手伝普請を行わせることで、幕府の負担の軽減を図った。命じられた大名たちは財政難の中で、自分の領国統治には無関係で年貢増加にもつながらない手伝い普請を行うことで、多くの借金を背負うこととなった。命じられた藩の中には藩政改革中の藩などもあったがかまわず命じられ、回復した藩財政は再び借金の中に沈んだ。特に仙台藩は、明和4年（1767年）に利根川筋の御手伝普請を命じられたが、これによって22万両もの巨額の借金を抱えることとなり、それまで以上に藩の利益を追求することを余儀なくされたことで、天明の大飢饉の被害を広げたのではないかと言われている。

### 倹約令の発布
宝暦元年（1751年）から11年（1761年）の毎年、米は赤字のときもあったが金は黒字続きだったのが、宝暦12年（1762年）から次の明和では米・金ともに赤字が続いた。明和元年（1764年）に米5万石、金5万両の赤字になり、以降明和6年（1769年）まで金方の収支は毎年赤字、米も明和4年（1767年）以外は毎年赤字になっていた。このように明和期以降、幕府財政は赤字基調になっていた。そのため、明和8年（1771年）に7年間の倹約令を発布した。明和の倹約政策をやめるとまた黒字は減っていき、天明の大飢饉による大赤字が起きた。それに対応するため、天明3年（1783年）に7年間の倹約令を発布し、さらに厳しい倹約政策を実施した。また天明3年には大飢饉の最中、諸役人へ年貢量は維持、冥加・運上は増額、堤防や道路、橋の工事費は減額すると命じている。

### 拝借金の停止
明和8年（1771年）拝借金を制限した。拝借金とは、凶作や自然災害などによって経済的苦境におちいった大名・旗本を救済するため、無利子、年賦返済で融資するという制度だった。これは幕府が大名や旗本たち武士身分の者たちを保護する「公儀」であることを、金融面で示す制度であり、将軍・幕府への求心力を維持するための制度であったが、財政難を理由にこれを制限した。さらに天明3年（1783年）にはとうとう拝借金を全面停止するに至った。

### 上知令
利益の大きい産業のある藩領を幕府領に編入するべく、上地を命じようとした。
- 秋田藩領 阿仁銅山：宝暦14年（1764年）貿易用の銅の直接確保のために5月に上知令を出したが、秋田藩の反発が激しく翌月撤回。
- 尼崎藩領 摂津・西宮：明和6年（1769年） 灯油の原料である菜種の生産地域1万4千石の村と都市を代替地と引き換えで上地を命じた。
- 蝦夷地：松前藩から蝦夷地そのものを上地しようとしたが、田沼失脚とともに頓挫した。

### 株仲間の推奨
田沼時代は、享保の改革で公認された株仲間が推奨された。
株仲間を公認した享保期の幕府の意図は、問屋商人たちの力を利用し、物価の安定や操作に利用することだった。しかし、田沼時代の幕府の意図に関しては、冥加金を上納させることによる財政収入増加策なのか、株仲間による流通統制や物価安定策だったのか、と評価が分かれている。田沼時代は同業者組合である株仲間を奨励し、真鍮座などの組織を結成させ、商人に専売制などの特権を与えて保護、運上金、冥加金を税として積極的に徴収した。だが、この冥加金などの上納は基本的にどれも少額であり、幕府の財政収支に与えた影響はあまり大きかったとは考え難く、中井信彦などは冥加金は少額なため財政上の意義は不明として冥加金の財政収入増加説に否定的である。

### 長崎会所の健全化
長崎貿易を担っていた長崎会所は、享保8年（1723年）にはその運上を5万両に定められていた。だが享保18年（1733年）には3万5,000両に減額し、寛保2年（1742年）にはとうとう廃止、以降は借金がかさみ、延享3年（1746年）には拝借金21万両にまで膨れ上がった。そのため、勘定所は寛延元年（1748年）から22年間、勘定奉行が長崎奉行を兼任することで管理統制を強め、最終的には借金返済、運上金もかつての5万両の3分の1以下だが1万5,000両を上納させることに成功した。長崎貿易は俵物の増産が目指され、銀も輸出から輸入へと切り替わった。
なお、一般には田沼意次の積極的な貿易政策で輸出を増やしたといわれているが、鈴木康子の著書『長崎奉行の研究』によると、海舶互市新例で定められた貿易総量を超えて貿易を始めたわけでも、銀を輸入する見返りに銅の輸出量を増加させたわけでもなく、貿易総量に変化はなかったことがわかり、一般に言われているような積極的な貿易政策による輸出増加政策などしていないこともわかる。藤田覚は、田沼時代の積極的な貿易政策というこれまでの評価は再考を求められているとしている。

### 通貨政策
財政支出補填のため、五匁銀・南鐐二朱銀、寛永通宝四文黄銅銭といった新貨の鋳造を行った。
特に南鐐二朱銀は歴史的意義があった。当時「東国の金遣い、西国の銀遣い」と言われるように東日本は金貨建てで金貨支払い、西日本は銀貨建てで銀貨支払いが普通だった。銀と金を両替するには手数料が掛り、また相場も日々変動していた。その中で、二朱銀8枚で1両の価値を持つ金貨単位の計数銀貨の普及は通貨単位は幕府金貨へ一元化することを意味し、金本位制に近づく近代通貨制度への一歩と評価できる効果が見込まれた。
もっとも、田沼がこの効果を狙って南鐐二朱銀を作ったのではなく偶然の結果論だったのではないかという高木久史などの歴史学者達の見解もある。なぜなら田沼は南鐐二朱銀を鋳造させるだけで、その後の「南鐐二朱銀を使った金貨へ一元化」を促す行動をとっていないからだ。実際に南鐐二朱銀の流通が広まったのは、二朱銀があまり通用していなかった西日本の各国で使うよう強制した寛政の改革の松平定信政権の時期になってからであり、田沼はそのような流通を促進させる政策をすることはなかった。
さらに田沼が金貨への一元化を意図していなかったとする見解としては、既存の銀貨、丁銀・豆板銀をすべて南鐐二朱銀に鋳造しなおすわけでなく廃止せずそのまま流通させているのだから、銀貨は2種類となり幣制としてはかえって複雑になってしまっていることを指摘する者もいる。
もっとも、二朱銀による金貨への一元化が狙ったものか偶然かはさておき、南鐐二朱銀の鋳造には幕府にとって出目（改鋳利益）による収益という確かな利益があったのは間違いない。南鐐二朱銀に関しては、法定比価で金1両分だと元文銀104 gに対し南鐐二朱銀8枚79 gと設定したので、元文銀を材料に南鐐二朱銀を鋳造すれば通貨発行益が発生することになる。他の通貨でも寛永通宝四文黄銅銭は一文青銅銭に比べ、額面上の額は4倍だが銅の量は1.3倍でしかなく、これもまた発行すれば通貨発行益が発生した。南鐐二朱銀は田沼の在任当時はなはだ評判の悪い通貨だったが、田沼末期には定着した。

### 蝦夷地開発
松本秀持の蝦夷地政策で、蝦夷地を開発し金銀銅山を開き、産出した金銀でロシアと交易し、利益を得ようという試みがあった。
この数十年、ロシアは日本との交易を望んでいたので、これを放置していては密貿易が盛んになると危惧していた。そこで公式に貿易を認めれば、ロシアは食料がほしいので、俵物だけでも交易になるので利益になるだろうと考えた。蝦夷地の金銀銅山を開発し、ロシア交易にあてれば、長崎貿易も盛んになると試算した。
蝦夷地を調査するために幕府が派遣したメンバーには、青島俊蔵、最上徳内、大石逸平、庵原弥六などがいた。また、蝦夷地の調査開発をすすめる事務方には、勘定奉行・松本秀持、勘定組頭・土山宗次郎などがいた。蝦夷地調査で鉱山開発やロシア交易の実現性を調べ、蝦夷地開発の可否を決定することとなった。調査隊は天明5年（1785年）4月29日に松前を発ち、東から国後、西から択捉の2隊に分かれて進んだ。翌天明6年（1786年）2月、佐藤玄六郎による調査報告があがった。調査の結果、危惧していたのと違い、ロシアとの間の密貿易は交易といえるほどの規模では存在しなかった。ロシアは日本と交易をしたがっているので、正式に交易を始めればかなりの規模になるだろうが、外国製品は長崎貿易で十分入手できている現状、無理にロシア交易を始めても長崎貿易に支障をきたすことになり、そのうえいくら禁止しても金銀銅が流出することになる。結果、最終的に田沼は蝦夷の鉱山開発、ロシア交易を放棄した。
蝦夷地の鉱山開発・ロシア交易の構想が頓挫したことで、松本は新田開発案に転換した。松本の構想は非現実的なもので、
農地開発のため、アイヌを3万に穢多、非人を7万人移住させ、新田開発が進んで農民が増えれば、商人たちも増え、人口も増える。さらに異国との通路を締め切り、日本の威光によりロシア、満州、山丹までもが日本に服属し、永久の安全保障となる。蝦夷地が開発されれば、奥羽両国も中国地方のような良い国柄になる。新田開発もあまり時間をかけず、人口の増加も8、9年で実現できる。
と記している。
田沼失脚後、蝦夷地開発はいったん中止となった。しかし、この政策は老中を含む幕府の大多数に支持されていた。開拓反対派である松平定信も、早急な開拓に反対しているだけで、将来的な蝦夷の開拓自体は肯定派だった。定信が失脚した後の寛政11年（1799年）、幕府は東蝦夷地を直轄とし、中止されていた蝦夷地開発を開始した。文化4年（1807年）には松前藩から領地を取り上げ、全蝦夷地を直轄した。田沼が提唱した幕府による蝦夷開発計画は、その後は紆余曲折はあったものの、文政4年（1821年）に中止されるまで継続していくこととなる。

### 御用金令
大坂西町奉行の佐野政親を担当とし、天明3年（1783年）、大名への融資の財源として、大坂の豪商に対し14万5千両もの「御用金令」を命じた。この金は実際に幕府の金蔵に収めるわけではなく、商人たちの手元に留めておき、大名から融資の申し込みがあれば大坂町奉行所が返済保証をつけ貸し付けるというものだった。年利8 %であり、そのうち幕府は2.5 %、商人は5.5 %の利益を得るというものだった。しかし、大名からの返済が滞っていることから商人たちは貸し渋ったため、天明5年（1785年）に改めて大名側からの年貢を担保として設定し、同様の仕組みで利息7 %、うち1 %を上納する御用金令が出される。当時、天明の大飢饉により大名の資金繰り問題がより深刻化しており、そこから大名の救済、幕府財政支出の削減、新財源創出という3つが達成できる施策であったが、結局商人たちの融資そのものに対する強制力がなかったため、またまた貸し渋りが起こり、実効性がないまま天明6年（1786年）に中止となった。

### 貸金会所
御用金令の失敗を受けて、天明6年（1786年）、新たに構想されたのが貸金会所の設立である。これはある種の「政府系銀行」「国債」ともいえる先進的な試みであった。天明の大飢饉により資金繰りに困窮している諸大名への融資を行うため、諸国の寺社・山伏は、その規模などに応じて最高15両を、全国の百姓は持ち高100石につき銀25匁を、諸国の町人は所持する家屋敷の間口の広さ1間につき銀3匁を、この年から5年間毎年幕府に対して支払うように命令した。貸金会所を通じて年利7 %で大名に貸し出され、5年後以降7 %の貸付利息から事務手数料を引いた利息をつけて出資者に返済されるという仕組みである。ほぼ全国民に対する強制的な徴収である一方で、5年後に利息がついて返ってくる仕組みであり、現代にも通ずる先進的な試みではあったが、負担を求められる側にとってはたださらなる負担を強いられるだけにしか見えず、しかも天明の大飢饉の真っただ中での「増税」案ということもあって反発が大きかった。また借り手である大名の方も、確かに市中金利よりも低金利で借りられるメリットはあるが、原資は領民でもある百姓・町人から取り立てた金であり、幕府の「貸金会所」を通じて借りるということは藩の内情を幕府に知られてしまうことになる。この点で大名たちからも反発が大きく、結局発令の2ヵ月後には早くも関東の大水害などを理由に御用金令は撤回された。

## 「賄賂政治家」イメージの是非
田沼時代には賄賂の贈与が横行し、落書などでは「役人の子はにぎにぎをよくおぼへ」や「役人の骨っぽいのは猪牙にのせ」などと風刺された。また田沼自身や下僚も収賄や不正を行っていたということが当時の落書などに広く見られた。

### 江戸時代における賄賂
まず武家間でやりとりされる進物と賄賂は別物である。
当時、田沼の賄賂政治を批判した松平定信が行った寛政の改革の諸役人への贈り物を規制する触書では、あまりに高価な品を贈ることを戒めてはいるが、新年、中元、歳暮などの儀礼的な年中恒例の贈答などを禁止などしているわけではなく、むしろ1年に何度にも及ぶ恒例の進物は当然のこととされた。それどころか、幕府役人への進物は大名らへの当然の義務であった。寛政4年（1792年）の触書では「近年、年中恒例の進物の数を減らしたり、質を落としたり、なかには贈らない者もいる」と非難している。さらに、側衆や表向き役人への進物は、大名と役人の私的な贈答ではなく、将軍の政務を担う役人への公的な性格のものだからきちんと贈るようにとも命じている。
このように、武士間の進物は賄賂ではなく社会儀礼であったが、その額や頻度は慣習において明確に定められており、付届けのふりをして常識外の額の賄賂を贈り幕府役人から便宜を受け取ることは当時でも収賄罪に該当し、それで罰せられる者もいた。賄賂問題は江戸初期から社会問題化しており、賄賂を禁止したい幕府は進物の金額の上限を規定したり、武家の法律である武家諸法度において賄賂を規制する条文を足すなど対策を講じていた。また、商人による進物は公的に認められた一部以外は原則禁止だった。しかし収賄は公然と行われていた。幕府は業者と幕府役人とのあいだの贈収賄を禁止する触書を何度も出しており、御用商人や職人に対し幕府役人に贈物をしてはならないと規定があるのに、それでも贈っているのは不届きだと叱り、進物を贈る者は処罰するとも命じていた。
田沼時代の特徴である民間からの献策だが、実態は徳川綱吉時代から盛んに行われていた。しかしそれにて社会が活性化したのと同時に関係部署への賄賂の横行が激化した。そのため新井白石の代に民間からの献策を原則禁止とした。だがこれはたった3年で解禁されてしまう。結果、民間からの献策は増加していき田沼時代には献策と賄賂が飛び交うようになった。

### 歴史学者達の見解
田沼時代の本格的な研究の魁となった辻善之助の『田沼時代』（1915年）は、前半部で田沼の悪評に関する史料を提示しているが、賄賂自体は時代の風潮であるとしている。ただし辻自身は田沼を先駆的な人物であると肯定的な評価を行っている。
大石慎三郎は田沼の悪名に対し疑義を示し、これらを田沼の失脚後に反田沼の者達によって「つくられた悪評」だと論ずる。また、仙台藩主伊達重村からの賄賂を田沼が拒絶したと主張し、逆に田沼を非難していた松平定信さえも田沼にいやいや金品を贈ったと書き残していることなどをその論拠として主張している。特に大石は辻の『田沼時代』で示された汚職政治に関する論拠は史料批判に乏しかったと批判している。
大石はまた、同時代の松平武元や松平定信といった清廉なイメージがあった政治家には贈収賄があった史料が残っているのに対し、むしろ田沼の方にはそれが皆無だったと指摘する。ただし、当時の政治の常道としての賄賂や、特に現代でいう歳暮程度の贈収賄はよくあったとも述べている。総じて大石は、信憑性のない史料では田沼意次が「金権腐敗の政治家だとは断言できない」と主張しているだけで、田沼が「金権腐敗の政治家ではない」とう積極的な主張を行っているわけではないという点には注意が必要である。大石は田沼の悪評、賄賂を貰ったとする史料を、意次に批判的な人物が書き残した信憑性のない史料とし、田沼が賄賂を貰った証拠はないと言っているが、実際に田沼が賄賂を貰ったかは「史料がないのでわからない」とも書いており、田沼が賄賂を貰った可能性自体は完全には否定はしていない。
これに対し藤田覚は、大石が挙げた根拠の一つである「伊達重村からの賄賂を田沼が拒絶した」という事柄を、大石の文書の誤読によるものだとしている。元文書では重村の工作に関して、松平武元は人目を避けて来るようにと重村の側役に指示した一方、田沼は田沼家の用人の井上寛司のもとに訪れるために田沼の屋敷を訪れることを容認したが、田沼本人との面会の希望に関しては書状で用事が済むのだから必要がないと応えた。大石はこのことを根拠にして、武元を腐敗政治家、田沼を清廉な人物と解釈した。しかし、藤田はこの判断に関し、田沼は7月1日の賄賂の機会は放棄したことは確かであるものの、伊達家の側人の古田良智に井上寛司と遣り取りするべく田沼の屋敷に直接訪ねる許可を出しているので、主君本人が会わなかっただけで伊達家が工作の為に田沼家に出入りしていることに変わりなく、賄賂の遣り取りが主君本人ではなく家臣に任されただけで本質的に松平武元と同じであるといえる。そのため、武元を腐敗政治家、田沼を清廉な人物との解釈はとても成り立たないと書いている。
藤田は、大石が主張するように意次に関する悪評はその多くが老中辞任後に書かれたものであることは認めているものの、老中辞任前に書かれた悪評も皆無ではなく、そもそもたとえ風聞や落書、老中辞任後のものであっても、それを全て信憑性がないと一まとめに一蹴するのは乱暴であり、史料の吟味が必要であると語っている。
総じて、田沼時代は賄賂が特に横行した時代ではあったが、賄賂を貰うこと自体は田沼時代より前から社会問題化しており、田沼時代だけが特別なわけではなかった。ただし、田沼は当時独裁的な権力を一人保持して一心に賄賂攻勢を受けたため、目立つ存在であった。老中に賄賂を渡す場合、直接接するのは老中本人ではなく家来の用人や家老達である。権勢ある家門の元へ賄賂が集中するのは常であり、厳しく家中を統制せねば贈収賄が横行する。田沼家の家中が賄賂を取っていたのは間違いなく、そのことは田沼本人も後に反省を述べており、家臣の監督責任は免れない。藤田は、田沼は大名家としての成立事情から家臣の統制が甘く、賄賂の横行を許してしまい未曽有の賄賂汚職の時代を招いてしまったと述べている。
また、田沼時代の賄賂政治は田沼の功利的経済政策の仕組み上必然的に起きており、田沼の個人的好みなどにその原因を求めるべきではないという指摘もある。
深谷克己は、相良城の築城経費について領民に御用金を命じて恨まれたり、商人から多額の借金をした形跡がないことを指摘している。そして、相良城築城の財源は城着工に当たって行われた寄進にて賄われたと主張している。寄進者を記載した勧化帳には江戸の商人たちの名前が多く並んでおり、商人たちは何かにつけて田沼家へ常態的に付け届けを行っており、それが定例の上納金となっていたと主張している。

### 田沼研究史の流れと現状
田沼時代の研究は古典的な汚職政治家であるという認識が一般的であり、多く追求されることはなかった。この時代について初めての本格的研究は、辻善之助の1915年の著書『田沼時代』である。辻は田沼の悪評をまとめる一方で、この時代が混沌としながらも、新気運に満ちた新時代への魁となる「日本最近世史の序幕」と評した。また田沼自身も開国を志向し、身分にとらわれず人物を抜擢する先駆的な人物であると評した。
1970年代以降、意次のイメージが大きく変わり始めた。大石慎三郎・山田忠雄・深井雅海らによって、田沼時代の検証・研究は大きく進み、近年、それらの成果を幕政史研究の先端をいく藤田覚が田沼意次に取り組み濃厚な田沼時代史をまとめ上げた。昨今の歴史学者が出版する田沼意次関連の書籍は藤田覚の書籍が参考文献に必ず入っており、現状、藤田覚が田沼時代の研究の最先端といえる。

## 人物
田沼意次は失脚前から既に悪評が出ており、田沼の賄賂政治を皮肉って以下の狂歌が歌われた。
これは、田沼も家来もやたらと賄賂を取り立てることを皮肉った歌である。当時、田沼邸には猟官運動をする大名や直参旗本、幕府からの受注を願う商人たちが朝から列をなしていたといわれている。田沼失脚後に老中となった松平定信ら譜代・親藩による寛政の改革が始まり、田沼時代に蔓延していた風紀の引き締めが行われ、不正役人を厳罰に処し諸役人の綱紀を粛正した。しかし意次の経済政策に関しては否定されたわけではなく、寛政の改革では田沼時代の経済政策はほぼ継承された。11代将軍徳川家斉の大御所時代には、水野忠友の子水野忠成と、意次の四男田沼意正らによる大御所家斉の浪費から生じた重商主義的な経済状況が生まれ、賄賂政治が横行し、幕府財政の破綻、幕政の腐敗を招いた。
松平定信は庶民の着物の柄まで制限するほどの質素倹約を方針としたので、良くも悪くも世俗的な田沼の治世を懐かしむ声もあった。この時期流行った落首として以下の2首がある。定信の就任当初は前者の歌が流行ったが、やがて改革が厳しすぎるとして後者の歌に取って代わられた。
- 田や沼やよごれた御世を改めて 清くぞすめる白河の水
- 白河の清きに魚も住みかねて もとの濁りの田沼恋しき

一方、相良藩主としての田沼は、基本江戸住まいで現地にはほとんど行ったことがなかったが街道や港湾の拡張、防火対策、殖産興業など善政といえる藩政を行っている。
また、成り上がり者が威を振るうと反感を買うことを弁えており、言動を謙虚に努めていた。子孫に与えた遺訓の中でも「親戚や席を同じくする大名と表裏なく親密に交際し、家格の低い大名とも同じように接するべき」「家来に対してもできるだけ情けをかけ、依怙贔屓のないように召しつかうように」などと残している。
川路聖謨は、勘定所などでは今でも石谷清昌が定めたことをよりどころに運営しているとして石谷を「豪傑」と高く評価し、その上で、石谷を登用したのだから田沼も「正直な豪傑の心」を持っていたのだろうと評価している。
かつて相良藩領であった静岡県牧之原市では、田沼意次は郷土の偉人として扱われている。相良城が位置した場所に存在する牧之原市立相良中学校の校章は、田沼意次の威光にあやかり田沼家の家紋である「七曜紋」をモチーフとしたものになっている。また、同校の体育大会と文化祭を総称して「七耀祭」と言う。
イェール大学のジョン・ホイットニー・ホールは Tanuma Okitsugu, 1719-1788, forerunner of modern Japan （1955年）において「意次は近代日本の先駆者」と評価している。

## 人脈
田沼意次は幕府内での権力を維持するために表、中奥、大奥の全てに婚姻関係による人脈を作り、権力の基盤を築いていた。例えば、父の代から田沼に重用されていた奥医師の千賀道有の養女は田沼の側室にあがっており、徳川家基の生母お知保の方は千賀家の縁戚であった。そのつながりを通じて、お知保の方や大奥の奥女中たちに贈物を届け、大奥を味方につけたとされる。
一方で、親類縁者を使った政権の基盤固めを行っている。長男の意知は、通常は大名の当主しか就任できない奏者番に天明元年（1781年）就任し、天明3年（1783年）には若年寄に就任するなど異例の出世を果たした。さらに、次男の意正は老中の水野忠友の養子に入り、長女は奏者番の西尾忠移に嫁ぎ、次女は若年寄の井伊直朗に嫁いだ。意知の岳父は老中の松平康福である。このように意次の兄弟、子、孫、甥、姪はかなりの数の大名家に嫁ぎつながりを持ち、ついには西ノ丸老中の鳥居忠意を除き老中は全て田沼の親類で固められるに至った。また、江戸の両町奉行や勘定奉行なども田沼家家臣の娘と婚姻を結んでおり、田沼政権は田沼家を頂点とした親類縁者の集まりであった。その強すぎる権勢は、他の大名家や旗本からの反発を招いた。
それにととまらず、意次は次代への権力の維持に力を注いだ。田沼家は一橋家に大きなつながりを持っていた。意次の妻は一橋家の家老の娘であり、弟の田沼意誠は一橋家の家老に就任し、意誠の息子は後に一橋家出身の徳川家斉の御用取次に昇進した。そのため意次は将軍家治の養子選定の際、一橋家に大きな「恩」を売ったのではないかといわれている。
仙台藩医の工藤平助は、迫りくる北方の大国ロシアの脅威に備えるため『赤蝦夷風説考』を天明3年（1783年）、当時の幕府老中・田沼意次に献上した。これが田沼の蝦夷地開発の原点になったといわれる。田沼は蝦夷地調査団に、まず経世家の本多利明を招聘しようとしたが、辞退されてしまう。代わりに本多から推薦されたのが最上徳内であった。
発明家として有名だった平賀源内のことを、田沼は大変気に入っていたといわれる。田沼は源内をオランダ商人のいる出島に遊学させたこともあった。ところが、源内が殺人事件を起こしたため、田沼は彼とのつながりを全面的に否定せざるをえなかった。もし源内が殺人事件を起こしていなければ、田沼は蝦夷地開発の責任者を源内にやらせただろう、とも言われている。ただし、源内は自身の思った通りのこと（遊学・江戸行など）を行うため、自家の隠居願と引き換えに高松藩より奉公構の扱いとなっていた。

## 官歴
- 享保19年（1734年）3月13日：西丸小姓（西丸：徳川家重）
- 享保20年（1735年）3月4日：家督
- 元文2年（1737年）12月16日：従五位下主殿頭
- 延享2年（1745年）9月1日：本丸付
- 延享4年（1747年）9月15日：小姓組番頭格・御側御用取次見習
- 寛延元年（1748年）閏10月1日 - 小姓組番頭、加増1,400石
- 宝暦元年（1751年）4月18日：側衆・御側御用取次
- 宝暦5年（1755年）9月19日：加増3,000石
- 宝暦8年（1758年）9月3日：評定所列座、加増5,000石・相良藩移封
- 宝暦12年（1762年）2月15日：加増5,000石加増
- 明和4年（1767年）7月1日：側用人、加増5,000石、従四位下
- 明和6年（1769年）8月18日：老中格、加増5,000石、侍従
- 明和9年（1772年）1月15日：老中、加増5,000石
- 安永6年（1777年）4月21日 - 加増7,000石
- 天明元年（1781年）7月15日、加増10,000石
- 天明5年（1785年）1月21日：加増10,000石
- 天明6年（1786年）8月27日 - 辞職・雁間詰、閏10月5日：謹慎・減知20,000石、12月27日：赦免
- 天明7年（1787年）10月2日：蟄居・致仕、減知37,000石

## 系譜
父・田沼意行は御三家紀州藩の足軽だったが、徳川吉宗に従って直参旗本となった。意行の嫡子・意次の代に異例の出世を遂げた。
- 家紋は「丸に一文字」だったが、前述の七面大明神の逸話から定紋を「七曜」に、「丸に一文字」は替紋になった。
- 本姓は藤原氏だが、源氏に改姓している。これは途中、新田氏流の者が入ってきたためである。

父母
- 田沼意行（父）
- 辰（母） - 田代高近の養女

正室、継室
- 伊丹直賢の娘（正室）
- 黒沢定紀の娘（継室）

側室
- 田代氏
- 千賀道有の養女

子女
- 田沼意知（長男） 生母は継室
- 勇次郎
- 勝助
- 田沼意正（四男） 生母は田代氏
- 松三郎
- 土方雄貞（六男）
- 九鬼隆棋（七男）
- 千賀 - 西尾忠移室
- 宝池院 - 井伊直朗室

養女
- 大岡忠喜室、のち土方雄年室 - 新見正則の娘。新見正則の妻は意次の妹であるため、姪にあたる。

## 家臣
意次の家臣には正規の武士ではない者、つまり浪人や農民などの出身者が多く、他家からは「異色の家」と言われつつ、このような斬新な雇用が田沼家独特の家風を築いたともされる。
井上伊織
近江国甲賀郡出身。諱は良矩（よしのり）。父は浪人の井上郡太夫。16歳の時から田沼家に仕え、22歳で家老となる。意次の信頼が厚く、当初は井上寛司といったが、意次の要望で伊織に改める。相良城築城の指揮をとる。後に意次から永代家老職を与えられ、子孫は代々田沼家に仕え続けた。
三浦庄司（庄二とも）
備後福山藩領の農家出身（一説には江戸市民とも、どちらにしても武士ではない）。田沼家臣の養子となって用人を務め、意次のよき相談相手だったという。
倉見金太夫
江戸詰家老。諱は庸貞。意次の信頼厚く、また家中でも慈悲深い人情家であったという。妻は意次室の姉妹であり、意次の義弟であった。生没年は不明であるが、意次失脚後も意次の孫である田沼意明に仕えている。
各務久左衛門
家老。旗本の三男であり、最初は目付の脇坂家に仕えたが、意次の求めによって田沼家臣となる。算学に秀でたほか、武芸の達人でもあり、また意次同様に信仰心が厚い人柄であったという。意次逝去の翌年に死去した。
須藤治郎兵衛
北条流軍学を学んだ人物で、江戸城修理を手がけたことがあり、相良築城ではその手腕を発揮した。城の完成後には意次から褒賞として御用人の地位を与えられた。
深谷市郎右衛門
家老。深谷家は意次の父である意行の代から仕え、市郎右衛門はわずか23歳で意次の家老となる。終始江戸家老として活躍し、老中として活躍していた意次を裏方で支える人物でもあった。
三好四郎兵衛
家老。名は方庸（まさつね）。相良の廻船問屋に生まれ、25歳の時に能役者を目指して江戸に行くも夢を果たせず、能筆家であることを買われて田沼家に仕える。相良築城の際には、相良の風土や風習に詳しいとして現地に家老として派遣される。城の完成後には城代家老となった。
潮田由膳（内膳とも）
田沼家側用人。

## 関連作品

### 主人公として登場する小説
- 山本周五郎『栄花物語』（1953年）- 当時まだ奸臣のイメージが強かった田沼を、強靭な意志を持って改革に取り組んだ政治家として描いた[40]
- 村上元三『田沼意次』（1985年）
- 佐藤雅美『主殿の税』（1988年）
- 平岩弓枝『魚の棲む城』（2002年）
- 高任和夫 『青雲の梯』（2009年）
- 村木嵐 『またうど』（2024年）

### 脇役等として登場する小説
- 井上ひさし『表裏源内蛙合戦』
- 藤沢周平『闇の傀儡師』
- 池波正太郎『剣客商売』シリーズ
- 佐伯泰英『居眠り磐音』シリーズ
- 今村翔吾『羽州ぼろ鳶組』シリーズ
- 氷月葵『御庭番の二代目』シリーズ
- 杉山大二郎『さんばん侍 利と仁』シリーズ
- 喜安幸夫 『はぐれ同心闇裁き』シリーズ

### 漫画
- 石ノ森章太郎 『平賀源内『解国新書』より 七つ目小僧』 - 平賀源内が意次の真の姿を書き残した『解国新書』が見つかった！という構成で物語が進む。
- みなもと太郎 『風雲児たち』 - 意次の台頭から失脚までを丁寧に、かつ好意的に扱っている。
- ほりのぶゆき 『江戸むらさき特急』 - 時代劇作品を扱ったパロディ4コマ漫画。意次は賄賂の小判をスナック菓子のように食べる可愛い顔をした子供のような人物。
- よしながふみ 『大奥』※男女逆転設定

### 映画
- 剣光桜吹雪（1941年、日活、演者：小川隆）
- ふり袖太平記（1956年、東映 演者：青柳竜太郎）
- 紫頭巾（1958年、東映 演者：山村聡）
- 影法師捕物帖（1959年、新東宝 演者：佐々木孝丸）
- 続 雷電（1959年、新東宝 演者：広瀬康治）
- 忍術使いと三人娘（1961年、東映 演者：加賀邦男）
- はやぶさ大名（1961年、東映 演者：小沢栄太郎）
- 八幡鳩九郎（1962年、東映 演者：香川良介）
- まぼろし天狗（1962年、東映 演者：山形勲）
- 影狩り（1972年、東宝 演者：丹波哲郎）
- エロ将軍と二十一人の愛妾（1972年、東映 演者：安部徹）
- 歌麿 夢と知りせば（1977年 演者：岡田英次）
- 闇の狩人（1979年、松竹 演者：丹波哲郎）
- のみとり侍（2018年、東宝 演者：桂文枝）
- 居眠り磐音（2019年、松竹 演者：西村まさ彦）

### テレビドラマ
- 大奥（1968年、関西テレビ、演：河津清三郎）
- 天下御免（1971年、NHK金曜時代劇、演：仲谷昇）
- 紫頭巾（1972年、東京12チャンネル、演：渥美国泰）
- 剣客商売（加藤剛・山形勲版）（1973年、フジテレビ、演：松村達雄）
- 江戸の鷹 御用部屋犯科帖（1978年、テレビ朝日、演：岡田英次）
- 闇を斬れ（1981年、関西テレビ、演：三國連太郎）
- 剣客商売（加藤剛・中村又五郎版）（1982年、フジテレビ、演：小沢栄太郎）
- 闇の傀儡師（1982年、フジテレビ、演：西沢利明）
- 大奥（1983年、関西テレビ、演：御木本伸介）
- 栄花物語（1983年、TBS、演：森繁久彌）
- 翔んでる!平賀源内（1989年、TBSナショナル劇場、演：藤岡琢也）
- 快傑黒頭巾（1990年、TBS、演：長門裕之）
- 大江戸捜査網 平成第1シリーズ（1991年、テレビ東京、演：藤岡琢也）
- 大江戸捜査網 平成第2シリーズ（1992年、テレビ東京、演：青木義朗）
- 殿さま風来坊隠れ旅（1994年、テレビ朝日、演：遠藤太津朗）
- 大江戸風雲伝（1994年、NHK金曜時代劇、原作『栄花物語』、演：平幹二朗）
- 八代将軍吉宗（1995年、NHK大河ドラマ、演：小林健）
- 風光る剣 -八嶽党秘聞-（1997年、NHK正月時代劇、原作『闇の傀儡師』、演：津川雅彦）
- 剣客商売（藤田まこと・渡部篤郎→山口馬木也版）（1998年、フジテレビ、演：平幹二朗）
- 隠密秘帖（2011年、NHK正月時代劇、演：笹野高史）
- 剣客商売（北大路欣也・斎藤工版）（2012年、フジテレビ、演：國村隼）
- 大江戸捜査網2015〜隠密同心、悪を斬る!（2015年、テレビ東京、演：瑳川哲朗）
- 大奥「第一部～最凶の女～」（2016年、フジテレビ、演：青野敏行）
- 陽炎の辻 完結編〜居眠り磐音 江戸双紙〜（2017年、NHK正月時代劇、原作『居眠り磐音』、演：長塚京三）
- 風雲児たち 〜蘭学革命（れぼりゅうし）篇〜 （2018年、NHK正月時代劇、演：草刈正雄）
- 大奥（2023年、NHKドラマ10、演：當真あみ→松下奈緒）※男女逆転設定
- 大奥（2024年、フジテレビ、演：安田顕）
- べらぼう〜蔦重栄華乃夢噺〜（2025年、NHK大河ドラマ、演：渡辺謙）

### ビデオゲーム
- 大江戸ルネッサンス（1997年、セガサターン、パックインソフト）田沼意次となり幕府財政を再建するシミュレーションゲーム